# Duales System Deutschland
DSD – Duales System Holding GmbH & Co. KG (DSD) war ein Betreiber eines Dualen Systems unter dem Namen „Der Grüne Punkt“ zur Mülltrennung und Abfallvermeidung in Deutschland.

## Geschichte
Die DSD entstand aus der am 28. September 1990 gegründeten Der Grüne Punkt, Duales System Deutschland, Gesellschaft für Abfallvermeidung und Sekundärrohstoffgewinnung mbH. Diese wurde bewusst vor Inkrafttreten der Verpackungsverordnung im Juni 1991 von einem Verbund in Deutschland tätiger Unternehmen der Lebensmittel- und Verpackungsbranche gegründet. Es wurde als zweites Entsorgungssystem zusätzlich zum bestehenden öffentlich-rechtlichen Abfallbeseitigungssystem aufgebaut, deshalb die Bezeichnung „dual“. Es handelt sich also um eine spezielle Form des Public-Private Partnership.
Mit den Figuren Hugo + Egon startete das Unternehmen 1995 eine Werbekampagne zu den Schwerpunktthemen Mülltrennung und Recycling. Zunächst als Non-Profit-Unternehmen gedacht, um eine Entlastung für Hersteller und Vertreiber bei ihrer Erfüllung der Verwertungspflichten zu sein, wandelte man im Jahre 1997 die Gesellschaft zunächst in eine Aktiengesellschaft um, Ende 2005 zu einer GmbH.
Mit der ersten Novelle der Verpackungsverordnung wurde 1998 die Monopolstellung von DSD auf dem Lizenzierungsmarkt aufgelöst. Zusätzlich beförderten verschiedene Kartell- und Missbrauchsverfahren der Europäischen Kommission und des Bundeskartellamtes die Marktöffnung für weitere duale Systeme. In einer Entscheidung aus dem Jahr 2001 verpflichtete die EU-Kommission DSD dazu, neuen dualen Systemen einen diskriminierungsfreien Marktzugang zu gewähren. Im Rahmen eines Modellprojektes wurde im Stadtgebiet Kassel seit Mai 2001 ein duales System für kompostierbare Verkaufsverpackungen betrieben. Das Hessische Ministerium für Umwelt, ländlichen Raum und Verbraucherschutz hatte damit erstmals in Deutschland offiziell eine Alternative zum bundesweit betriebenen System der DSD festgestellt. Das Modellprojekt Kassel wurde Ende März 2010 wieder eingestellt, da es nicht kosteneffizient war. Im Jahr 2003 musste DSD erstmals in seiner 12-jährigen Geschichte einen Wettbewerber für den gesamten Verpackungssektor hinnehmen: In Hessen wurde mit der Landbell AG für Rückhol-Systeme ein zweiter Systembetreiber zugelassen.
Zu Beginn des Jahres 2005 wurde DSD von der Deutschen Umwelt Investment AG (DUI), einer Tochter des amerikanischen Investors Kohlberg Kravis Roberts & Co., übernommen. KKR verkaufte das Unternehmen 2010 an die britische Private-Equity-Gesellschaft Solidus Partners, wobei ein Minderheitsanteil in der Hand der Geschäftsführung blieb. Seither gehört die Der Grüne Punkt – Duales System Deutschland GmbH zur DSD – Duales System Holding GmbH & Co. KG, die von 2006 bis 2015 von Stefan Schreiter und ab März 2015 bis Dezember 2022 von Michael Wiener geführt wurde.
Seit 2010 stellt DSD Recyclingkunststoffe her. In zwei Werken der zur Unternehmensgruppe gehörenden Systec Plastics werden Kunststoffabfälle aus dem Gelben Sack und der Gelben Tonne zu Regranulaten recycelt und unter dem Markennamen Systalen an die Kunststoffindustrie vermarktet. Für die Entwicklung eines besonders hochwertigen Recyclingkunststoffs für einen Klappdeckelverschluss wurde DSD 2017 mit einem Deutschen Verpackungspreis ausgezeichnet.
Im September 2018 kündigte Remondis die vollständige Übernahme von DSD an. Im Juli 2019 untersagte das Bundeskartellamt diesen Kauf. Remondis gab im Mai 2020 seine Pläne auf, die DSD Holding zu kaufen. Remondis ging nicht gegen den Beschluss des Oberlandesgerichtes Düsseldorf vor; das Gericht hatte zuvor das Veto des Bundeskartellamtes gegen die Übernahme des Grünen Punkts bestätigt.
Mit Wirkung zum 10. August 2022 wurde die DSD – Duales System Holding GmbH & Co. KG mit ihren Tochtergesellschaften vom luxemburgischen Unternehmen Circular Resources Sàrl übernommen.

## Konzept
Das Unternehmen betreibt seit 1991 ein deutschlandweit zugelassenes duales System nach § 6 Abs. 3 der Verpackungsverordnung zur Sammlung und anschließenden Verwertung von Verpackungsabfällen. Der Marktanteil beträgt Anfang 2017 etwa 40 %. Die anderen Anbieter sind die ELS Europäische LizenzierungsSysteme, Interseroh, die Landbell, die BellandVision, die Reclay VfW, Zentek, Recycling Kontor Dual und Veolia Umweltservice Dual. Als Erkennungszeichen der bei der DSD GmbH lizenzierten Produkte, die dem Verwertungssystem des Unternehmens vom Verbraucher zugeführt werden können, dient der Grüne Punkt. Die Unternehmen, die ihre Produkte mit der eingetragenen Marke „Der Grüne Punkt“ versehen möchten, müssen dafür Lizenzgebühren an DSD abführen, auch wenn sie keinen Entsorgungsvertrag mit DSD abgeschlossen haben.
Die Kennzeichnung ist keine Voraussetzung für die Teilnahme von Verpackungen am dualen System. Alle Leichtverpackungen aus Metall, Kunststoff oder Verbundstoffen, die beim privaten Endverbraucher anfallen, können im Gelben Sack oder in der Gelben Tonne entsorgt werden.
Verpackungen aus Papier und Pappe werden über die Altpapiersammlung entsorgt; Einweg-Glasverpackungen über die Altglassammlung.
Die Sammlung, der Transport und die Sortierung der Verpackungsabfälle werden allerdings nicht durch DSD selbst durchgeführt. Vielmehr beauftragt DSD für diese Aufgabe andere Entsorgungsunternehmen. Die Beauftragung erfolgt dabei im Rahmen einer öffentlichen Ausschreibung. Hierzu ist die Bundesrepublik in sogenannte DSD-Vertragsgebiete aufgeteilt, üblicherweise analog den Grenzen der Landkreise und Städte, für die die interessierten Entsorgungsunternehmen jeweils ein Angebot abgeben können. Bei den Entsorgern handelte es sich sowohl um regional tätige als auch um überregional tätige Unternehmen (wie z. B. Remondis, Veolia, Sita Deutschland, Alba AG etc.).

## Arbeitsweise des Dualen Systems
DSD bietet einen Vertrag zur Nutzung der Marke Der Grüne Punkt sowie einen Vertrag zur Beteiligung der Verkaufsverpackungen am dualen System an, die von den Kunden unabhängig voneinander abgeschlossen werden können.
Die Entsorgung bzw. Verwertung der bei ihr beteiligten Verkaufsverpackungen organisiert die Duales System Deutschland GmbH. Diese Verpackungsmaterialien werden nach Gebrauch rechtlich als „Abfall zur Verwertung“ qualifiziert. Die DSD finanziert sich über die Beteiligungs- und Markennutzungsentgelte, die auf Basis des Verpackungsmaterials und -gewichtes berechnet werden. Der „Abfall zur Beseitigung“ ist das, was umgangssprachlich Müll genannt wird, für den die Kommune zuständig ist und dessen Entsorgung sich über die Gebühren aus den kommunalen Abfallsatzungen finanziert.
DSD überlässt das operative Geschäft der Sammlung und Sortierung ihren Entsorgungspartnern, dies sind in der Regel private und kommunale Entsorgungsbetriebe. Die Entsorgungsverträge werden im Rahmen einer Ausschreibung vergeben.
Die Vermarktung der sortierten Wertstoffe erledigt DSD heute im Wesentlichen selbst. Die Deutsche Gesellschaft für Kreislaufwirtschaft und Rohstoffe mbH (DKR), die in den 1990er Jahren von DSD und der Kunststoffindustrie zur Verwertung der Kunststoffverpackungen gegründet wurde, ist inzwischen in der DSD aufgegangen.
Für die Verwertung hat der Gesetzgeber für die einzelnen Materialien Quoten vorgegeben, die es als Mindestsoll zu erfüllen gilt. Über diese Quoten wachen als zuständige Aufsichtsbehörden die Umweltministerien der Länder beziehungsweise deren Beauftragte. Leistungsbilanz ist der so genannte Mengenstromnachweis, in dem die DSD ihre Sammel- und Verwertungsleistungen dokumentiert. Hintergrund ist, dass die gesammelten Wertstoffe nicht einfach wie vor Einführung der Verpackungsverordnung deponiert oder verbrannt werden sollen.
Schon bald nach der Einführung des Systems wurde einerseits seine Ineffizienz kritisiert, andererseits die Tatsache, dass manche Sammlungen in Müllverbrennungsanlagen, auf Mülldeponien oder im Ausland enden. In den ersten Jahren nach Gründung der DSD GmbH reichten die Recyclingkapazitäten für Kunststoff in Deutschland noch nicht aus. Daher wurde ein Teil der Wertstoffe im Ausland verwertet. Die hiesigen Kapazitäten wurden jedoch kontinuierlich ausgebaut, bis im Jahr 2000 93 Prozent der im Inland gesammelten Kunststoffe auch in Deutschland zur Verwertung gelangten, der Rest in europäischen Nachbarländern. Bei den anderen Materialien wie Glas, Altpapier, Verbunde, wie z. B. Getränkekartons oder Metalle (Aluminium, Weißblech), gab es keine Engpässe.
Die gesetzlichen Vorgaben erfüllt die Duales System Deutschland GmbH seit Jahren. Es wird seit dem Jahr 2000 zudem eine freiwillige Umwelterfolgsbilanz veröffentlicht, die die tatsächlichen Einsparungen von Primärenergie und CO2-Emissionen in konkreten Zahlen ausdrückt. Zusätzlich zum gesetzlich vorgeschriebenen Mengenstromnachweis stellt das Duale System Deutschland so öffentlich Transparenz darüber her, wie der Beitrag zur Ressourcensicherung aussieht. Das Öko-Institut hat im Auftrag der DSD die ökologischen Auswirkungen und Potenziale des dualen Systems untersucht. Das System leistet demnach bereits heute einen nennenswerten Beitrag zum Klima- und Ressourcenschutz, dieser ließe sich aber noch deutlich ausweiten.
Viele andere Länder sind dem Beispiel Deutschlands gefolgt, in denen duale Systeme gegründet wurden. 1995 trat eine EU-Richtlinie mit dem Hauptziel der Vermeidung und Verringerung von Umweltauswirkungen durch Verpackungen und Verpackungsabfälle in Kraft. Sammelsysteme mit der Marke Der Grüne Punkt gibt es inzwischen in 26 europäischen Ländern.

## Kritik

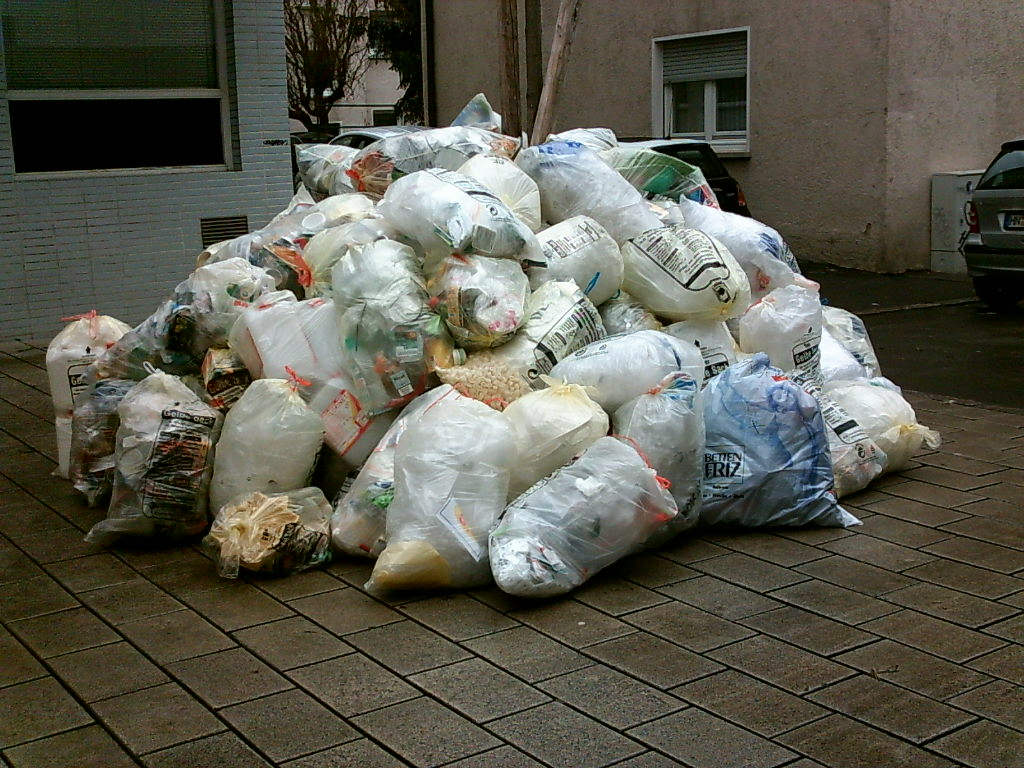
Gelbe Säcke vor der Abholung

Eine häufig geäußerte Kritik bezieht sich auf die noch zu geringe Rückführung der Wertstoffe in den Kreislauf. So gibt das Bundesamt für Umwelt zuletzt 2018 an, dass 52 % des gesammelten Plastikmülls thermisch verwertet, d. h. wieder zusammen mit dem Hausmüll verbrannt werden.
Auf Grund der marktbeherrschenden Stellung der DSD GmbH, verursacht durch ihre einstige Monopolstellung, entschied die EU-Wettbewerbskommission im Jahre 2001, dass die von DSD im Rahmen der Erbringung ihrer Entsorgungsdienstleistung mit ihren Kunden praktizierte Entgeltregelung für die Nutzung des Zeichens Grüner Punkt in bestimmten Fällen ihre Kunden unangemessen benachteiligt und den Marktzutritt von Wettbewerbern behindert. Nach Auffassung der Kommission hat die DSD ihre marktbeherrschende Stellung missbraucht, indem sie auch dann das volle Entgelt für die Zeichennutzung verlangt, wenn sie keine Entsorgungsdienstleistung für Verkaufsverpackungen erbringt und diese nachweislich von einem Wettbewerber erbracht wurde. Die Kommission lässt sich bei ihrer Bewertung von dem Grundsatz leiten, dass für eine nicht erbrachte Leistung auch kein Entgelt verlangt werden kann. Aufgrund der Entscheidung der EU-Kommission ist das Zeichen Grüner Punkt auch auf Verkaufsverpackungen anderer dualer Systeme und von Selbstentsorgern enthalten. Ob für eine Verpackung im gelben Sack oder der gelben Tonne tatsächlich bezahlt wurde, ist daher nicht mehr erkennbar.
Experten schätzen, dass etwa 20–25 % der Verpackungen Trittbrettfahrern zuzuordnen sind.
Mehrere Novellen der Verpackungsverordnung hatten daher unter anderem zum Ziel, die Quote der am dualen System beteiligten Verkaufsverpackungen zu erhöhen. Im Juli 2017 wurde das Verpackungsgesetz verkündet. Dieses sieht zum einen deutlich höhere Recyclingquoten für die einzelnen Verpackungsmaterialien vor. Zum anderen enthält es Regelungen zur Einführung einer Zentralen Stelle, die den Wettbewerb der dualen Systeme regeln und kontrollieren soll, inwieweit die verpflichteten Inverkehrbringer ihre Verkaufsverpackungen am dualen System beteiligt haben.